# Réserve naturelle de la Katoun
La réserve naturelle de la Katoun (en russe : Катунский заповедник, Katounski zapovednik) est une réserve naturelle d'État située en Russie dans la république de l'Altaï. Elle a reçu le statut de réserve de biosphère par l'Unesco en l'an 2000. Cette réserve a été instituée le 25 juin 1991 pour protéger la nature des montagnes de l'Altaï central. Elle s'étend sur 151 664 hectares et son siège se trouve à Oust-Koksa. Les territoires de cette réserve naturelle et de la réserve naturelle de l'Altaï font partie depuis 1998 de la liste du patrimoine mondial de l'Unesco sous l'appellation de montagnes dorées de l'Altaï.
Ses sommets culminent entre 1 300 et 3 280 mètres d'altitude. On y trouve cent trente-cinq lacs de plus de 0,9 hectare.

## Géographie

### Localisation
La réserve se situe dans l'Altaï central, dans la partie sud-ouest de la république de l'Altaï sur le territoire du raïon administratif d'Oust-Koksa. Au sud, la réserve borde la république du Kazakhstan. La superficie de la réserve est de 151 664 hectares.

### Relief
La réserve se situe principalement sur le versant sud des monts Katoun, et partiellement sur le versant nord de celui-ci. Il est de plus sur le versant nord des monts Listviaga dans le cours supérieur de la Katoun.

## Milieux naturels

### Flore
La flore de la réserve de la Katoun comprend 672 espèces plantes terrestres, 215 espèces de mousses, 793 espèces de lichens et 264 espèces de champignons. Parmi celles-ci, 20 espèces de plantes terrestres, 16 espèces de lichens et 7 espèces de champignons sont répertoriées dans Livre rouge de Russie et le Livre rouge de la république de l'Altaï, soit 27 % des espèces végétales qui poussent dans la réserve qui sont protégés au moins à l'échelle de la république. Parmi les plantes locales, 55 espèces appartiennent aux espèces endémiques de la région de l'Altaï-Saïan. La végétation de la réserve a un caractère zonal, parmi les 5 étages des montagnes de l'Altaï, les forêts subalpines, alpines et nivales sont représentées dans l'aire protégée.

#### Répartiton des milieux
La strate arborée est située à des altitudes de 1 300 à 2 000 mètres. On y distingue trois types de paysages : les forêts, les prairies de montagne et les steppes. Les plus grands massifs forestiers continus sont situés aux extrémités opposées de la zone protégée, avec d'une part sur le versant nord des monts Katoun dans le cours supérieur du Nijny Kouragan, et d'autre part sur le versant nord des monts Listviaga. Dans la partie centrale de la réserve, les massifs forestiers sont fragmentés, car ils sont traversés danc ces lieux par de vastes espaces prairies. En effet, les forêts se développent surtout sur le versant nord des vallées des rivières Zaïtchikha, Tiourguen, Verkhni Kouragan, ainsi que sur la rive sud-est du Talmen. En raison du croisement avec des prairies, cette zone est similaire à la steppe boisée européenne. Les véritables steppes de type prairie sont représentées par de petites zones dans la partie ouest de la réserve : dans la vallée de la Katoun et son affluent — Zaïtchikha, Tiourguen et Verkhni Kouragan. En règle générale, elles se développent sur des pentes douces exposées sud, sud-est et sud-ouest.

#### Forêts
Les forêts protégées appartiennent typologiquement à la taïga et sont représentées par deux types : la taïga de conifères sombres, dans laquelle les espèces d'arbres dominantes sont le sapin de Sibérie, le pin de Sibérie (mieux connu sous le nom local de « cèdre de Sibérie »), l'épicéa de Sibérie ; et la taïga de conifères dominée par le mélèze de Sibérie — un arbre aux aiguilles caduques. Une espèce commune dans les deux types de taïga est le plus souvent bouleau verruqueux. Trois associations végétales appartiennent à la taïga sombre des conifères. La première est une forêt de bouleaux et de sapins, où Lonicera altaica et Spiraea chamaedryfolia poussent dans la strate arbustive, et Calamagrostis obtusata et Carex macroura dominent la strate herbacée. Dans la partie inférieure de la strate arborée, les forêts de sapins et de carex sont répandues. Dans leur sous-bois, outre Lonicera altaica, on trouve également de nombreux groseilles comme Ribes atropurpureum et des framboises comme Rubus sachalinensis. Avec Calamagrostis obtusata et Carex macroura, Geranium albiflorum, Myosotis krylovii et Ranunculus grandifolius sont communs dans le couvert herbacé.
La troisième association végétale de la taïga sombre des conifères avec des forêts de cèdres, d'épicéas et de pins ou des forêts d'épicéas et de pins. Parmi les arbustes, Lonicera altaica et le genévrier commun dominent ici, et dans le couvert végétal, parmi les quelques graminées (Calamagrostis obtusata, Carex macroura, bergénie à feuilles charnues, Linnée boréal), l'airelle rouge et la vaccinium dominent. Il existe des zones de plantations denses de mélèzes près de l'embouchure de la rivière Tiourguen. Malgré le fait qu'elles ressemblent à de véritables forêts dans la couche herbacée de telles associations, en plus des représentants habituels des basses montagnes (Carex macroura, Cerastium pauciflorum, Lathyrus humilis, pois, petit pigamon), il existe de nombreuses plantes de prairie des étages subalpins et alpins, à savoir : Gentiana grandiflora, Dracocephalum grandiflorum, Rhaponticum carthamoides, Viola altaica. Il y a peu de forêts de feuillus dans la réserve de la Katoun. Ils sont représentés par de petites zones de trembles sur le versant sud des monts Katoun et des bouleaux sur les brûlis dans le cours supérieur du Nijny Kourgan.

#### Prairies et steppes
Les prairies de la ceinture forestière occupent les zones de contrefort ou forment des bandes continues depuis le pied des montagnes jusqu'au sommet des versants. Les prairies de graminées de vallée à herbes basses sont développées sur des sols pauvres, elles se trouvent en effet principalement sur les bancs de galets de la Katoun. Ces zones se distinguent par un niveau d'ensoleillement élevé, un faible taux d'humus et des changements de température annuels et quotidiens importants. Pour cette raison, leur herbage comprend des espèces de la steppe boisée (Euphorbia pilosa, buplèvre à longues feuilles, gaillet boréal), le subalpin (Veronica porphyriana, Trifolium lupinaster, Carex pediformis, caille-lait jaune) et l'alpin (Callianthemum sajanense, Pachypleurum alpinum, Pedicularis compacta). Parmi ces herbes, on trouve souvent des pieds de chat dioïque et des potentilles arbustives. Les terrasses fluviales surélevées et les pentes douces sont occupées par des prairies de bruyère. La base de l'herbe ici est composée de carex et de représentants de diverses grandes herbes : Heracleum dissectum, véronique à longues feuilles, reine-des-près, buplèvre à longues feuilles, cirse à feuilles variables. Il y a aussi de nombreux buissons de chèvrefeuille de Tartarie et de Spiraea media dans ces prairies. Sur les rives trop humides se sont formées des prairies de carex et de canches entre autres. Leur couverture est formée exclusivement de graminées qui aiment l'humidité, telles que Archangelica decurrens, Cardamine macrophylla, le populage des marais, le myosotis des marais et la canche cespiteuse. De petits marécages se forment sur les zones douces des vallées fluviales, dont le plus grand est situé au confluent des rivières Elentchadyr et Ouzoun-Karas. Les marais de la réserve de la Katoun sont eux couverts de carex et de mousse. Le plus souvent, il y a dans les marais Carex rhynchophysa, Carex sabynensis, le Carex cespitosa ou encore la linaigrette à feuilles étroites.
Les steppes de la réserve de la Katoun appartiennent aux steppes couvertes de carx. Les espèces de base sont Helictotrichon altaicum, Koeleria cristata, la stipe pennée, Carex pediformis, avec aussi une large part d'Iris ruthenica et de Festuca valesiaca entre autres. Les steppes de la réserve de la Katoun sont caractérisées par une grande proportion d'épilithes, parmi lesquelles Allium nutans, Aizopsis hybrida, Orostachys spinosa et Seseli buchtormense sont les plus courantes. Dans certaines régions, des espèces rares telles qu'Allium altaicum ou Sibiraea laevigata peuvent dominer la couverture herbacée. Un certain nombre d'espèces steppiques sont situées dans la réserve, à la frontière orientale de leurs aires de répartition. Il s'agit d'Allium tulipifolium, d'Euphorbia macrorhiza et de Ferula songarica.
Les arbustes constituent le dernier type de végétation de la ceinture forestière. Leurs fourrés ont une composition florale différente selon la localisation. Dans la partie occidentale de la réserve, les bosquets de chèvrefeuille de Tartarie, de Spiraea hypericifolia prédominent, ainsi que le rosier pimprenelle, parmi lesquels poussent quelques herbes des steppes (Artemisia sericea, Ferula songarica, origan commun, Leonurus glaucescens). Dans la plaine inondable de la Katoun et de ses affluents, les fourrés d'arbustes sont complètement différents : ici ils sont formés exclusivement de saules des vanniers et de Salix saposhnikovii. Sur les terrasses supérieures de la Katoun, ainsi qu'autour des lacs d'altitude, se trouvent des « iorniks » qui ressemblent à la toundra arbustive par leur composition florale. Ils y poussent principalement des bouleaux nains Betula rotundifolia et Betula fruticosa.

## Histoire

### Protection
La réserve naturelle de l'Altaï a été créé par arrêté du gouvernement du Conseil des ministres de la RSFSR no 409 du 25 juillet 1991. Puis en 1998, la réserve est devenue une partie intégrante du site du patrimoine mondial de l'Unesco sous l'appellation de montagnes dorées de l'Altaï avec deux autres réserves. En 2000, la réserve a reçu le statut de réserve de biosphère.
Enfin depuis 2011, elle est une partie intégrante de la réserve transfrontalière russo-kazakhe de l'Altaï.